# Campeonato Mundial de Ginástica Artística de 1994
O XXIX Campeonato Mundial de Ginástica Artística transcorreu entre os dia 19 e 24 de abril de 1994, na cidade de Brisbane, Austrália. 
As competições por equipes foram disputadas no mês de novembro, na cidade de Dortmund, Alemanha. 1994 foi o primeiro ano em que o Campeonato Mundial de Ginástica Artística fora dividido em dois eventos.

## Eventos
- Individual geral masculino
- Solo masculino
- Barra fixa
- Barras paralelas
- Cavalo com alças
- Argolas
- Salto sobre a mesa masculino
- Individual geral feminino
- Trave
- Solo feminino
- Barras assimétricas
- Salto sobre a mesa feminino

## Medalhistas
Masculino
| Evento                      | Ouro                                                                                          | Prata | Bronze |
| Equipes resultados detalhes | Fan Hongbin · Guo Linyao · Huang Huadong · Huang Liping · Li Dashuang · Li Xiaoshuang · China | Evgeni Chabaev · Evgeni Joukov · Dmitri Karbonenko · Alexei Nemov · Dmitri Troush · Dmitri Vasilenko · Alexei Voropaev · Rússia | Rustam Charipov · Yuri Ermakov · Igor Korobchinsky · Vitaly Marinich · Grigori Misutin · Vladimir Shamenko · Andrei Stepanchenko · Ucrânia |
| Individual geral detalhes   | Ivan Ivankov · Bielorrússia · (57,012)                                                        | Alexei Voropaev · Bielorrússia · (56,924)                                                                                       | Vitaly Scherbo · Bielorrússia · (56,350)                                                                                                   |
| Salto detalhes              | Vitaly Scherbo · Bielorrússia · (9,674)                                                       | Li Xiaoshuang · China · (9,618)                                                                                                 | Yeo Hong-Chul Coreia do Sul (9,600) |
| Solo detalhes               | Vitaly Scherbo · Bielorrússia · (9,725)                                                       | Ioannis Milissanidis · Grécia · Neil Thomas · Reino Unido · (9,687)                                                             | nenhum |
| Cavalo com alças detalhes   | Marius Urzica · Roménia · (9,712)                                                             | Eric Poujade · França · (9,700)                                                                                                 | Li Donghua · Suíça · Vitaly Marinich · Ucrânia · (9,662)                                                                                   |
| Barras paralelas detalhes   | Huang Liping · China · (9,775)                                                                | Rustam Sharipov · Ucrânia · (9,612)                                                                                             | Alexei Nemov · Rússia · (9,575) |
| Argolas detalhes            | Yuri Chechi · Itália · (9,787)                                                                | Paul O'Neill · Estados Unidos · (9,725)                                                                                         | Dan Burinca · Roménia · (9,700) |
| Barra fixa detalhes         | Vitaly Scherbo · Bielorrússia · (9,687)                                                       | Zoltan Supola · Hungria · (9,537)                                                                                               | Ivan Ivankov · Bielorrússia · (9,500) |

Feminino
| Evento                       | Ouro | Prata | Bronze |
| Equipes resultados detalhes  | Simona Amânar · Gina Gogean · Nadia Hategan · Ionela Loaies · Daniela Maranduca · Lavinia Miloşovici · Claudia Presacan · Roménia | Amanda Borden · Amy Chow · Dominique Dawes · Larissa Fontaine · Shannon Miller · Jaycie Phelps · Kerri Strug · Estados Unidos | Oksana Fabritschnova · Elena Grosheva · Natalia Ivanova · Svetlana Khorkina · Dina Kochetkova · Elena Lebedeva · Evgenia Rodina · Rússia |
| Individual geral detalhes    | Shannon Miller · Estados Unidos · (39,724)                                                                                        | Lavinia Milosovici · Roménia · (39,236)                                                                                       | Dina Kochetkova · Rússia · (38,600) |
| Salto detalhes               | Gina Gogean · Roménia · (9,812)                                                                                                   | Svetlana Khorkina · Rússia · (9,800)                                                                                          | Lavinia Milosovici · Roménia · (9,787)                                                                                                   |
| Solo detalhes                | Dina Kochetkova · Rússia · (9,855)                                                                                                | Lavinia Milosovici · Roménia · (9,837)                                                                                        | Gina Gogean · Roménia · (9,762) |
| Trave detalhes               | Shannon Miller · Estados Unidos · (9,875)                                                                                         | Lilia Podkopayeva · Ucrânia · (9,737)                                                                                         | Oksana Fabritschnova · Rússia · (9,712)                                                                                                  |
| Barras assimétricas detalhes | Luo Li · China · (9,912) | Svetlana Khorkina · Rússia · (9,875)                                                                                          | Dina Kochetkova · Rússia · (9,850) |

## Quadro de medalhas[a]
| Ordem | País           | Medalha de ouro | Medalha de prata | Medalha de bronze |    |
| ----- | -------------- | --------------- | ---------------- | ----------------- | -- |
| 1     | Bielorrússia   | 4               |                  | 2                 | 6  |
| 2     | Roménia        | 3               | 2                | 3                 | 8  |
| 3     | China          | 3               | 1                |                   | 4  |
| 4     | Estados Unidos | 2               | 2                |                   | 4  |
| 5     | Rússia         | 1               | 4                | 4                 | 9  |
| 6     | Itália         | 1               |                  |                   | 1  |
| 7     | Ucrânia        |                 | 2                | 3                 | 5  |
| 8     | Grécia         |                 | 1                |                   | 1  |
| 8     | Hungria        |                 | 1                |                   | 1  |
| 8     | França         |                 | 1                |                   | 1  |
| 8     | Grã-Bretanha   |                 | 1                |                   | 1  |
| 12    | Suíça          |                 |                  | 1                 | 1  |
| 12    | Coreia do Sul  |                 |                  | 1                 | 1  |
| TOTAL | TOTAL          | 14              | 15               | 14                | 43 |

Nota
- a. ^ : Quadro de medalhas conta as medalhas conquistadas nas competições em Brisbane e Dortmund.